# Репаративна терапія
Репаративна (конверсійна) терапія (від лат. reparo — «виправляти»; англ. reparative therapy), відома також як «конверсійна», «переорієнтуюча» або «диференціююча» — сукупність псевдонаукових методик, спрямованих на зміну сексуальної орієнтації людини з гомосексуальної на гетеросексуальну. Подібні методики також застосовувалися й іноді застосовуються для зміни гендерної ідентичності трансгендерних людей та приведення її у відповідність із приписаною при народженні статтю.
Етичність і ефективність таких процедур викликає багато суперечок. Більшість медиків-професіоналів попереджають, що спроби змінити сексуальну орієнтацію або гендерну ідентичність людини містять у собі потенційну небезпеку для психіки. Більшість медичних і психіатричних організацій, які висловили думку про цю терапію, засуджують її застосування. Тим не менш, деякі медичні організації, наприклад, «Католицька медична асоціація» (Catholic Medical Association), наполягають на правомірності її застосування.
Прихильники репаративної терапії стверджують, що сексуальну орієнтацію і гендерну ідентичність людини можна змінити, а також вважають гомосексуальність психічним розладом, який можна і потрібно виправити. Більшість прихильників упевнені, що романтичний одностатевий потяг і сексуальна поведінка — це гріх. Своїх пацієнтів вони іноді називають «борцями», а тих, хто, як вважається, змінив свою орієнтацію — «екс-геями».

## Методики
Репаративні терапевти в різний час використовували різні підходи, однак на сьогодні основною формою вважається індивідуальне або групове консультування (співбесіда). Нерідко така форма містить пошук підсвідомих емоційних потреб, що лежать в основі одностатевого потягу, а також спробу замінити його несексуальними формами вираження, зазвичай заохочуючи пацієнта формувати емоційний зв'язок із людиною своєї статі, вільний від сексуального підтексту. У процесі співбесіди особлива увага може приділятися різним ризикам, зокрема пов'язаним із фізичним здоров'ям, що виникають при одностатевому сексі. Велика частина терапевтів дотримується релігійної (зазвичай християнської) доктрини та залучає в методику релігійне навчання, молитву, піст або медитацію. Нерелігійні методики охоплюють читання, спорт чи інші фізичні вправи.
Деякі з цих методик (які також застосовувалися для лікування широкого спектра інших психологічних і психіатричних проблем) більше не використовуються, наприклад, електросудомна терапія (електрошок) і аверсивна терапія, яка охоплювала демонстрацію гомоеротичних матеріалів пацієнту з одночасним викликанням у нього нудоти та блювоти за допомогою медикаментів.

## Доктрина
Сучасна світська репаративна терапія, яку представляють, зокрема, концепції Джозефа Николосі та пізні роботи Чарльза Сокарайдеса, заснована на ідеї, що гомосексуальність є результатом психічного розладу, що описується як «дефіцит гендерної ідентичності» та виникає внаслідок відчуження і відторгнення людиною людей своєї статі. Даний процес, як стверджують терапевти, веде до бажання близькості та реалізації його в неприйнятних і дисфункціональних формах, таких як маніакальна сексуальна пристрасть. Гомосексуальність описується як потреба в компенсації нестачі власної мужності або жіночності за рахунок об'єкта бажання:
«Основною передумовою репаративної терапії є те, що більшість пацієнтів (приблизно 90 % в моїй практиці) страждають від синдрому дефіциту чоловічої гендерної ідентичності. Саме це внутрішнє відчуття недосконалості своєї мужності є найважливішою основою для гомоеротичного потягу. Основне правило репаративної терапії говорить: „Гендерна ідентичність визначає сексуальну орієнтацію“. Наші еротичні фантазії обертаються навколо того, ким ми не є. Тому мета лікування полягає у повному розкритті чоловічої гендерної ідентичності пацієнта».
Николосі припускає, що пацієнт у дитячому віці спочатку переживає відкидання з боку батька, а потім у своїй безпорадності потрапляє під вплив та захист матері, віддаляючись від батька. Згідно з теорією Николосі, подібне захисне відчуження ізолює хлопчика в емоційному плані від інших чоловіків і від його власної мужності, приводячи до розвитку гомосексуальної орієнтації.
Загалом репаративні терапевти переконані, що гомосексуальність викликана зовнішніми причинами, а сама репаративна терапія має на меті виявити ті чинники в минулому пацієнта, які могли вплинути на розвиток у нього гомоеротичних переживань.
Водночас репаративні терапевти припускають, що схильність до емоційної бісексуальності існує у всіх чоловіків, наприклад, у формі потреби в чоловічій дружбі й любові. Таким чином, терапевти впевнені, що «лікування» від одностатевого потягу лежить в області реалізації цих нереалізованих потреб. Тобто метою терапії є усунення не внутрішньої емоційної потреби в одностатевій любові, а лише її дисфункціонального вираження.

### Критика
Міркування, що лежать в основі репаративної терапії, зазнали критики з боку психологів і психіатрів через необ'єктивність вихідних клінічних даних. Репаративна терапія ґрунтується на припущенні, що гомосексуальність по своїй суті небажана, нездорова і тому потребує коригування, хоча зібрані на сьогодні наукові дані не дають права зробити такий висновок. Критики вказують, що такі припущення ґрунтуються на релігійному засудженні гомосексуальності, а не на об'єктивному аналізі або емпіричних даних. Критики також зазначають, що дослідження в області репаративної терапії концентруються майже виключно на чоловічій гомосексуальності, рідко беручи до уваги жіночу і демонструючи тим самим ще більшу упередженість.
Нарешті, репаративну терапію критикують за відсутність рецензій з боку колег і за той факт, що звіти по ній публікуються суто в тих виданнях, які також не рецензуються колегами та мають стійку гомонегативну репутацію, наприклад, журнал «Psychological Reports».
У деяких американських штатах репаративна терапія заборонена законом.

## Історія
Ідея зміни сексуальної орієнтації людини не нова. Вона виникла приблизно в той же час, коли психологія оформилася в окрему науку. Розцінюючи гомосексуальність як психічне порушення, психоаналіз спочатку визначав її як самостійну сексуальну орієнтацію, а потім постулював можливість її зміни. Такі дослідники, як Ірвінг Бібер, Лоренс Хаттерер і Зігмунд Фрейд, намагалися «вилікувати» гомосексуальність за допомогою різних методик, зокрема аверсивної терапії, блювотних ліків, кастрації, електрошоку, лоботомії, ампутації молочних залоз тощо. Детальніше див. у статті «Гомосексуальність і психологія».
Сучасна репаративна терапія є переосмисленням більш ранніх психологічних досліджень. Її витоки лежать у теоретичних і клінічних дослідженнях доктора Елізабет Моберлі (Elizabeth Moberly), британського теолога і психолога, яка вперше запропонувала сам термін на початку 1980-х років. У своїй книзі «Гомосексуальність: нова християнська етика» («Homosexuality: A new Christian ethic»), яку часто цитують прихильники репаративної терапії, автор припускає, що гомосексуальність є результатом дії на людину зовнішніх чинників навколишнього середовища укупі зі схильністю його характеру. Однак основна причина, на думку автора, криється в нездатності індивіда зблизитися зі своїм батьком, у протилежність тезі фрейдистського психоаналізу про домінуючу матір. Вживаючи термін «репаративна терапія» у своїй роботі, Моберлі стверджує, що гомосексуальність — це спроба «виправити» невдалі стосунки або впоратися з ними. Моберлі не каже, що сама по собі репаративна терапія що-небудь виправляє. Подробиці див. у її книзі «Психогенез: ранній розвиток ґендерної ідентичності» («Psychogenesis: The Early Development of Gender Identity»).
Останнім часом репаративна терапія отримала широку популярність серед великих консервативних релігійних груп, особливо у США, як спосіб протистояння руху за права сексуальних меншин. Багато хто з подібних груп сприймають репаративну терапію як м'якший спосіб висловити своє неприйняття гомосексуальності. Репаративна терапія використовується цими групами й для впливу на громадську думку та задля переконання представників законодавчих органів у неприпустимості «підтримки рівних прав, цивільних партнерств і прийняття законів у сфері злочинів на ґрунті ненависті».

## Спірність
Саме по собі питання репаративної терапії дуже спірне та суперечливе. В істинності публічних заяв руху «ексгеїв» сумніваються різні професійні медичні організації (див. розділ «Опоненти»). Їх загальне переконання, що сексуальна орієнтація повнолітніх незмінна, своєю чергою, зазнає критики прихильників репаративної терапії.
Зазвичай дискусії з цього питання обертаються навколо традиційних аргументів за і проти гомосексуальності. Опоненти сприймають репаративну терапію як результат християнського фундаменталізму і нетерпимості до сексуальних меншин, а її прихильники стверджують, що неприйняття подібної терапії викликано лише підтримкою і лобіюванням ЛГБТ-спільноти. (Докладніше див. у статтях: «Релігія і гомосексуальність», «Рух за права сексуальних і гендерних меншин».)

### Прихильники
Найбільші та найвідоміші релігійні організації та об'єднання «ексгеїв», які виступають за репаративну терапію, — це Exodus International, NARTH, PFOX та International Healing Foundation. Ідея про можливість зміни гомосексуальної орієнтації на гетеросексуальну також є частиною філософії естетичного реалізму, заснованої поетом Ілаєм Сігелом. У 1970—1980-х роках організація Aesthetic Realism Foundation (Фонд естетичного реалізму) пропонувала позбутися від гомосексуальності шляхом вивчення цієї філософії.
За застосування конверсійної терапії також виступають різні релігійні групи, які пропагують традиційні сімейні цінності, такі як «Family Research Council» і «Focus on the Family».

### Опоненти
Застосування репаративної терапії засуджується більшістю професійних медичних і психологічних організацій.
Серед них у США:
- Американська психіатрична асоціація
- Американська педіатрична академія
- Американська медична асоціація
- Американська психологічна асоціація
- Американська асоціація консультантів
- Національна асоціація шкільних психологів
- Національна асоціація соціальних працівників та інші.

В інших державах серед них:
- у Великій Британії Королівська колегія психіатрів[11]
- у Бразилії: Федеральна рада психологів[12]
- в Австралії: Австралійська психологічна спільнота[13]
- у Німеччині репаративна терапія засуджена деякими членами Федерального уряду[14].

На запитання: «чи Можна змінити сексуальну орієнтацію за допомогою терапії?» Американська психіатрична асоціація (АПА) відповідає таким чином:
«Ні. Хоча більшість гомосексуалів успішні та щасливі у своєму житті, деякі гомо- або бісексуально-орієнтовані люди виявляють бажання змінити свою орієнтацію за допомогою терапії внаслідок тиску з боку членів своєї родини або релігійної групи. Реальність полягає в тому, що гомосексуальність не є захворюванням. Вона не вимагає лікування і не підвладна зміні».
У 1999 році ряд американських професійних об'єднань психологів, педагогів та соціальних працівників, до кола яких увійшли Американська педіатрична академія, Американська асоціація консультантів, Американська психологічна асоціація й інші, виступили з такою спільною заявою про репаративну терапію:
Найважливіший факт про такі методи «терапії» полягає в тому, що вони ґрунтуються на розумінні гомосексуальності, яке було відкинуто всіма основними медичними психіатричними професійними організаціями. <…> Незважаючи на загальний консенсус найбільших медичних, психологічних і психіатричних професійних асоціацій про те, що як гетеросексуальність, так і гомосексуальність є нормальними проявами людської сексуальності, деякі політичні та релігійні організації чинять спроби змінити сексуальну орієнтацію шляхом терапії й агресивно рекламують їх широкій публіці. Однак такі спроби можуть наносити серйозної шкоди підліткам і молодим людям, оскільки вони вважають, що сексуальна орієнтація молодих лесбійок, геїв і бісексуалів є психічною хворобою або розладом, а нездатність змінити свою сексуальну орієнтацію зображують як особисту або моральну неспроможність.
Відомий принаймні один випадок, коли лікар втратив ліцензію на медичну практику через застосування репаративної терапії стосовно неповнолітньої дитини, яку здійснюють на вимогу його батьків, а згоду самої дитини на її лікування не було отримано.
Застосуванню репаративної терапії протистоять такі глобальні організації із захисту прав меншин, як GLAAD, Stonewall і Outrage.
Деякі релігійні організації, такі як «The Interfaith Alliance», «New Ways Ministries» і «People for the American Way», також не підтримують застосування подібної терапії.
У 2013 році релігійна організація Exodus International, яка раніше практикувала репаративну терапію, відмовилася від неї та попросили вибачення у гомосексуалів.

### Термінологія
Терміни, які використовуються для опису репаративної терапії, вельми суперечливі. Опоненти воліють використовувати термін «конверсійна терапія».

### Сексуальна орієнтація
Основне протиріччя полягає у відповіді на питання, є чи сексуальна орієнтація вродженою.
Прихильники репаративної терапії впевнені, що гомосексуальність — це не стабільна сексуальна орієнтація, а емоційне чи психічне порушення, які можна виправити, отже, гомосексуальність потрібно перекласифікувати саме таким чином. Прихильники терапії[хто?] позначають подібне порушення як «розлад у вигляді одностатевого потягу» (SSA — same-sex attraction), відокремлюючи його таким чином від стабільної або вродженої сексуальної орієнтації.
Зазвичай опоненти репаративної терапії переконані, що сексуальна орієнтація незмінна, і тому така терапія в будь-якому разі буде неефективна, даючи водночас легконавіюваним людям помилкові надії на «лікування». Деякі опоненти погоджуються з тим, що сексуальна орієнтація може змінюватися, однак, попри це, піддають сумніву наявність якогось морального імперативу для подібних спроб, а також висловлюють побоювання, що внаслідок терапії загальне благополуччя пацієнта навряд чи істотно покращиться, і тому вважають, що репаративна терапія марна.

### Науковий базис
Успіхи або невдачі репаративної терапії іноді використовуються як аргументи в публічних дискусіях за і проти гомосексуальності. Останнім часом з'явилося безліч самостійних публікацій з боку репаративних терапевтів і «ексгей»-організацій, що описують окремі випадки переорієнтації з імовірністю успіху від 30 % до 70 %.
Опоненти ставлять під сумнів подібні результати й відповідають, що багато з цих дослідних і терапевтичних груп не чинять чіткого розрізнення між гомосексуальною поведінкою та орієнтацією (див. «Біологія і сексуальна орієнтація»), а також не беруть до уваги той факт, що пацієнт може бути бісексуалом і, наприклад унаслідок переконання, повністю обмежує свою статеву активність відносно партнерів своєї статі. Більшість подібних досліджень, які здійснено групами репаративних терапевтів, відстежують лише короткі проміжки часу; існує дуже незначна кількість робіт, у яких оцінюється довгостроковий ефект терапії та тривалість успішної переорієнтації.
Нарешті, опоненти критикують визначення успіху терапії, що дають репаративні терапевти: багато хто з пацієнтів, як і раніше відчувають одностатевий потяг або практикують утримання від будь-яких статевих контактів, а їх орієнтація залишається незмінною. Обидва ці результати репаративні терапевти вважають успішними, «частковою» переорієнтацією. Вони кажуть, що доказів неефективності терапії немає і що таку варіативність успіху не треба вважати повною поразкою терапії.
Опоненти також підкреслюють, що недостатність емпіричних даних демонструє експериментальний або псевдонауковий характер методик репаративної терапії, для яких відсутнє необхідне наукове обґрунтування. Результати таких методик публікують не в рецензованих колегами журналах, а в засобах масової інформації та в Інтернеті. У процесі таких досліджень використовують невипадкову вибірку пацієнтів, а результати багато в чому обґрунтовано суб'єктивними відчуттями пацієнтів або власними оцінками терапевтів, які можуть зазнавати необ'єктивності, зважаючи на соціальну упередженість.
Американська психіатрична асоціація (АПА), яка в 1973 році дійшла висновку, що гомосексуальність не є психічним захворюванням, зробила в 1998 році офіційну заяву, схвалену Радою опікунів, що не існує строгих наукових підтверджень «ефективності або шкоди» репаративної терапії та що конверсійні терапевти досі не надали жодних строго наукових досліджень для підтвердження випадків лікування своїх пацієнтів… Нещодавні зусилля над репатологізацією гомосексуальності, висвітлені в ЗМІ, частіше всього проваджено не строгими науковими чи психіатричними дослідженнями, а релігійними та політичними силами, протистоять надбанню геями та лесбійками всієї повноти громадянських прав". Наприкінці своєї офіційної заяви АПА рекомендує етичним лікарям-практикам «утриматися від спроб змінити сексуальну орієнтацію пацієнта, пам'ятаючи про найпершу заповідь медика „не нашкодь“» (див. розділ «Потенційний ризик»).
Репаративні терапевти відповідають на критику з боку основних професійних організацій твердженням про те, що їх опозиція професійного і медичного співтовариства викликана різними політичними силами, що діють ізсередини співтовариства. Лікарі кажуть, що в таких несприятливих умовах наукові докази, що підтверджують випадки «лікування», отримати важко, оскільки політичний тиск із боку різних організацій, зокрема з боку політичних груп боротьби за права геїв, настільки сильний, що будь-які спроби як слід протестувати та досліджувати це питання на корені припиняються з боку АПУ та інших впливових у цій сфері організацій.

### Звіт Спітцера
У травні 2001 року Роберт Спітцер, який брав участь раніше в процесі депатологізації гомосексуальності як психічного розладу, представив свою роботу з репаративної терапії на черговому з'їзді АПУ. У ній стверджувалося, що 66 % чоловіків і 44 % жінок з групи випробовуваних знайшли «задовільні гетеросексуальні функції» внаслідок такого втручання в психіку. Працю Спітцера широко використовували прихильники репаративної терапії як свідчення успіху терапії та перший крок до її офіційного визнання і легалізації.
АПА негайно випустила офіційне спростування цієї праці, зазначивши, що вона не зазнала рецензування з боку колег. У документі АПА говорилося, що «не існує опублікованих наукових доказів, що підтверджують ефективність репаративної терапії як засобу для зміни сексуальної орієнтації людини».
Через два роки Спітцер опублікував свою працю в журналі «Archives of Sexual Behavior». Факт публікації викликав скандал, внаслідок якого один зі спонсорів відмовився надавати виданню подальшу спонсорську підтримку. Робота була розкритикована через низку положень, зокрема невипадкову вибірку випробовуваних і нечіткий критерій для визначення «успіху». Критики стверджували, що робота покладається на вибірку випробовуваних, зроблену самими репаративними терапевтами; що не було здійснено випадкової вибірки, наявна вибірка була занадто мала, а випробовувані були захисниками «ексгеїв», які могли бути упередженими на користь репаративної терапії, а також що 60 % випробуваних раніше були відомі як бісексуально орієнтовані. Серед слабких сторін праці критики відзначали також відсутність подальшого контрольного дослідження для визначення довгострокової дії переорієнтації.
Згодом Спітцер зробив заяви, що ставлять під сумнів результати його власної роботи. На запитання щодо збору даних про 200 пацієнтів протягом 16 місяців і відсоток успішних результатів терапії Спітцер відповідав, що знадобилося майже півтора року, щоб знайти всього 200 охочих взяти участь у дослідженні, тому реальна загальна кількість гомосексуалів, які могли б успішно «переорієнтуватися у гетеросексуалів», радше «вкрай мала». Автор праці також зазначав, що учасники дослідження були «аномально релігійні».
Згодом Спітцер заявив:
«Я припускав, що результати моєї праці буде дещо невірно витлумачено, однак я не сподівався, що деякі ЗМІ стверджуватимуть, наче праця аналізувала питання вибору гомосексуальності. Зрозуміло, ніхто не вибирає, бути йому гомо- або гетеросексуальним. Я припускав і попереджав, що було б помилкою інтерпретувати мою роботу як твердження, нібито гомосексуали з високою мотивацією можуть змінитися. Я підозрюю, що переважна частина геїв, навіть якби хотіли, не змогли б досягти істотних змін у своєму сексуальному потязі й фантазіях та отримувати задоволення від гетеросексуальних контактів, як це стверджували мої випробовувані. Я також виступав проти використання результатів праці як виправдання тиску на геїв, використовуваного для нав'язування їм терапії, в якій вони не зацікавлені, і я вже чув про багато інцидентів, коли таке траплялося».
Слід зазначити, що у 2012 році Спітцер визнав: критики його теорії виявилися праві, і гомосексуалів неможливо зробити гетеросексуалом. Він визнав, що результати його досліджень, у яких узяло участь лише 200 осіб, та багато з яких було скеровано організаціями «колишніх геїв», не можуть бути об'єктивними.

### Дослідження Шидло і Шредера
Інше дослідження з питання репаративної терапії було здійснено у 2001 році Арієль Шидло (Ariel Shidlo) і Майклом Шредером (Michael Schroeder). У своїй праці, крім пацієнтів-прихильників репаративної терапії, вони також розглядали й добровольців, набраних через Інтернет. Дослідження виявило, що 88 % учасників не зазнали істотної зміни сексуальної поведінки, а 3 % стверджували, що змінили свою орієнтацію на гетеросексуальну. Інші випробувані говорили, що втратили всяке сексуальне ваблення або намагалися практикувати утримання від сексуальних контактів. Шредер стверджує, що багато випробовуваних, яким не вдалося «переорієнтуватися», відчували почуття сорому. Багато з них проходили програми репаративної терапії впродовж багатьох років. Серед восьми осіб, які стверджували зміну орієнтації (при загальній вибірці 202), семеро брали участь в оплачених або добровільних ролях «ексгей»-консультантів або лідерів груп, що поставило під сумнів навіть цей невеликий відсоток «успішних» переорієнтацій.

### Потенційний ризик
Конверсійну терапію часто пропагують як корисну і безпечну. Репаративні терапевти стверджують, що допомагають справлятися людям, яким завдають незручності небажані й наполегливі гомосексуальні думки. Терапевти також вказують на той факт, що багато хто з їхніх пацієнтів висловлювали думку: подібні процедури не принесли їм шкоди та, хоча не досягали бажаного результату, але все ж, очевидно, приносили певну користь.
Однак опоненти стверджують: не існує доказів, що репаративна терапія є безпечною, тому вона потенційно небезпечна. Деякі з використовуваних і найбільш екстремальних видів терапії (зокрема електрошокова й аверсивна терапії) мають давню історію та репутацію як психологічно і фізично небезпечні. Однак такі методи сучасні конверсійні терапевти застосовують лише зрідка.
Опоненти йдуть далі та твердять, що «м'які» види терапії, такі як секулярна конверсійна терапія у вигляді консультування (співбесіди), також можуть бути небезпечними. Вони порівнюють науково неапробовані методики репаративної терапії з іншими експериментальними видами терапії, такими як «терапія відновленої пам'яті» (використовувана в недоведених випадках «шкоди від сатанинських ритуалів») і «дисоціативний розлад особистості»; мовляв, вони мають багато спільного з репаративною терапією (тобто вони всі є експериментальними й пропагованими тільки нечисленними терапевтами та клерикалами). Є докази, що такі види терапії заподіюють емоційне страждання, вносять нестабільність у життя людини, а також можуть стати причиною самогубства. Опоненти стверджують, що такі види терапії використовують почуття провини та тривоги, що призводить до подальших психологічних проблем.
Попри відсутні детальні наукові дослідження щодо довгострокових наслідків конверсійних терапій, у праці Шидло і Шредера, описаній вище, виявлено, що більшість респондентів зазначали незадовільно низький емоційний і розумовий стан після застосування терапії, а також що рівні депресії, занепокоєння, зловживання алкоголю та наркотиків, а також думки про самогубство згрубша вдвічі зростали у тих, хто проходив репаративну терапію. Особливим приводом для тривоги є відсутність підтримки репаративними терапевтами та консультантами тих пацієнтів, які виявили, що такі програми лише посилюють психологічний дискомфорт (див. далі в розділі «Етичність»).

### Етичність
Професійні етичні рекомендації безпосередньо не забороняють застосування репаративної терапії, проте водночас існує низка потенційних проблем, виявлених у дослідженні Шидло і Шредера (див. вище). Зокрема, це такі чотири проблеми: по-перше, пацієнтів не можна змушувати проходити подібну терапію (багато репаративних терапевтів та їхні прибічники дуже релігійні, і тиск здійснюється на пацієнтів саме через це). По-друге, терапевт не повинен вводити пацієнта в оману інформацією про «ймовірність успіху» будь-яких методів терапії («вірогідність успіху», декларована такими групами як Exodus International і NARTH, не підтверджується результатами робіт сторонніх дослідників). По-третє, терапевт повинен пропонувати альтернативні методи терапії тим, кому здійснені методики не допомагають, або скеровувати їх до консультантів чи терапевтів, які запропонують іншу терапію. Дуже часто нічого такого не відбувається. І, по-четверте, консультант або терапевт мають утримуватися від неприхованої критики професійних асоціацій, тому що пацієнт, через свою необізнаність, не може адекватно і критично оцінити подібну інформацію.

### Тиск соціуму
Репаративні терапевти, які ведуть свою діяльність, виходячи з припущення, що гомосексуальність є психічним розладом, часто заперечують, що їх терапія є добровільною і що люди шукають допомоги через негативні аспекти, внутрішньо властиві гомосексуальності. Опоненти відповідають, що репаративні терапевти ігнорують наукові дослідження, які демонструють, що тиск з боку соціуму відіграє ключову роль у спробах людей змінити свою орієнтацію. Опоненти заявляють, що переслідування і нападки, як і тиск із боку сім'ї, колег і знайомих, які переконані у шкідливості одностатевої орієнтації, можуть призводити до високого рівня емоційного стресу геїв, лесбійок та бісексуалів. За таких умов, кажуть опоненти, індивідууми відчувають, що їм залишається лише спробувати змінити свою орієнтацію.

### Звинувачення щодо підлітків
Одним із найсуперечливіших аспектів репаративної терапії є їх сконцентрованість на підлітках-гомосексуалах, зокрема, коли їх насильно змушують проходити терапію в «ексгей»-таборах. Увагу громадськості було залучено до цього питання після випадку з Заком (Zach), підлітком зі штату Теннессі, який опублікував в Інтернеті свій блог на знак протесту проти його примусового відправлення в такий табір. Цей табір, керований релігійним приходом організації «Love in Action», було закрито владою штату Теннессі після того, як з'ясувалося, що персонал табору не має медичних ліцензій і видавав учасникам табору ліки, доступні тільки за рецептом лікаря.
На сайті християнської організації під назвою «Refuge», яка виступає за застосування репаративної терапії, у відповіді на часто задавані питання «чи мають батьки право насильно змушувати проходити дітей програму переорієнтації?» стверджується, що «на сьогодні не існує законів, що забороняють батькам-християнам виховувати дітей згідно зі своєю вірою».
Джеррі Фолвелл (Jerry Falwell), євангеліст зі штату Вірджинія і лідер консервативного руху, на 30-й ювілейній Конференції свободи християнської організації «Результат» у липні 2005 року в р. Ешвілл, штат Північна Кароліна, у своїй доповіді, згадуючи репаративну терапію, заявив, що «дозволити дитині ідентифікувати себе як гея — це те ж саме, що відпустити його гратися на автостраду».
Існують свідчення, що останнім часом «ексгей»-групи та репаративні терапевти цілеспрямовано посилюють свій вплив на молодь. Більшість психологів переконані у психологічній травматичності таких методів терапії, коли людину силоміць, проти її волі змушують проходити такі процедури. Деякі психологи вважають, що ця обставина порушує питання про кероване добрими намірами, але спірне, втручання у психіку, що, мовляв, заслуговує безумовного осудження.

## Трансгендерні та гендерно-неконформні люди
Психіатри зацікавилися гендерно-неконформними людьми в 1970-ті роки, коли багато трансгендерів та гендерно-неконформні люди почали звертатися за спеціалізованою медичною допомогою в процесі трансгендерного переходу. Вважаючи, що стан, який у той час був відомий як «транссексуалізм», небажаний, психіатри розробили ряд програм, спрямованих на виявлення, вивчення і лікування дітей, які, як вони припускали, з великою ймовірністю можуть зрости транссексуальними. Такий ризик автори програм бачили для дітей, які виявляли яскраво виражену гендерно-неконформну поведінку. Репаративна терапія сьогодні продовжує широко застосовуватися до гендерно-неконформних дітей і дорослих. Її прихильники й сьогодні виправдовують її необхідністю запобігти або виправити транссексуальність, а у випадку дітей — також необхідністю запобігти гомосексуальності дитини або неприйняттю його однолітками. Репаративна терапія гендерно-неконформних дітей зазвичай ґрунтується на різних методиках зміни поведінки, спрямованих на обмеження гендерного вираження дитини.
Даних, які доводили б ефективність репаративної терапії гендерної ідентичності, не існує, і цей факт визнають навіть прихильники таких підходів. З іншого боку, результати наявних досліджень показують, що така терапія може завдавати шкоди, призводячи до придушення атипових гендерних переживань, посилення почуття сорому, порушення стосунків із близькими та спроб суїциду. Загалом, як виявляють дослідження, примус людини, особливо дитини, слідувати ґендерним стереотипам, негативно впливає на психологічне благополуччя, викликаючи стрес, замикання в собі й соціальну ізоляцію. На думку багатьох сучасних дослідників і лікарів-практиків, репаративна терапія гендерної ідентичності суперечить лікарській етиці, як і сама ідея про те, що гендерна неконформність є підставою для лікування.

## Законодавчі заборони
7 грудня 2016 року парламент Мальти одноголосно ухвалив закон, що забороняє застосування репаративної терапії. За «зміну, придушення і знищення сексуальної орієнтації або гендерної приналежності людини» за новим законом передбачено штраф або тюремний термін. Застосування репаративної терапії також заборонено в деяких штатах США (наприклад, у Каліфорнії й Іллінойсі).